# شلتون (نورث بدفردشير)
شلتون، نورث بدفردشير (بيدفوردشير) (بالإنجليزية: Shelton, North Bedfordshire)‏ هي قرية تقع في المملكة المتحدة في شرق انجلترا.